# Thomas Oude Kotte
Thomas Oude Kotte (Apeldoorn, 20 marzo 1996) è un calciatore olandese, difensore del FC Anyang.

## Caratteristiche tecniche
È un difensore centrale.

## Carriera
È cresciuto nelle giovanili del Vitesse, con cui ha esordito il 19 aprile 2016 in un match perso 2-0 contro il PSV.

## Statistiche

### Presenze e reti nei club
Statistiche aggiornate al 16 gennaio 2018.
| Stagione        | Squadra         | Campionato      | Campionato | Campionato | Coppe nazionali | Coppe nazionali | Coppe nazionali | Coppe continentali | Coppe continentali | Coppe continentali | Altre coppe | Altre coppe | Altre coppe | Totale | Totale | Totale |
| Stagione        | Squadra         | Comp            | Pres       | Reti       | Comp            | Pres            | Reti            | Comp               | Pres               | Reti               | Comp        | Pres        | Reti        | Pres   | Reti   |        |
| --------------- | --------------- | --------------- | ---------- | ---------- | --------------- | --------------- | --------------- | ------------------ | ------------------ | ------------------ | ----------- | ----------- | ----------- | ------ | ------ | ------ |
| VVV-Venlo       | 2015-2016       | ERE             | 2          | 0          | CO              | 0               | 0               |                    | -                  | -                  |             | -           | -           | 2      | 0      |        |
| VVV-Venlo       | 2016-2017       | ERE             | 0          | 0          | CO              | 0               | 0               |                    | -                  | -                  |             | -           | -           | 0      | 0      |        |
| VVV-Venlo       | 2017-2018       | ERE             | 4          | 0          | CO              | 0               | 0               | UEL                | 1                  | 0                  | SO          | 0           | 0           | 5      | 0      |        |
| Totale Carriera | Totale Carriera | Totale Carriera | 6          | 0          |                 | 0               | 0               |                    | 1                  | 0                  |             | 0           | 0           | 7      | 0      |        |

## Palmarès

### Club

#### Competizioni nazionali
- Coppa dei Paesi Bassi: 1

Vitesse: 2016-2017